# Ökológiai Mezőgazdasági Kutatóintézet

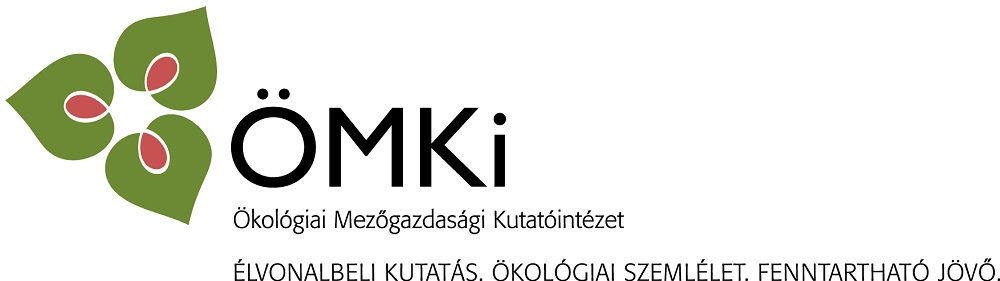

Az Ökológiai Mezőgazdasági Kutatóintézet (ÖMKi) Magyarország egyedüli ökogazdálkodásra specializálódott kutatóintézete. 2011-ben azért jött létre, hogy előmozdítsa az ökológiai gazdálkodás magyarországi fejlődését és szélesebb körű alkalmazását.

## A kutatóintézet szakmai céljai
- az ökológiai gazdálkodók számának és öko területek nagyságának növelése
- az ökológiai gazdálkodás fejlesztése hazai és nemzetközi kutatásokkal
- az ökológiai gazdálkodás hitelességének fokozása független tudományos eredményekkel
- az ökológiai gazdálkodás versenyképességének növelése
- minőségi szolgáltatások nyújtása a fenntartható agráriumért
- ismeretterjesztés, tényekre alapozott, hiteles tájékoztatás
- együttműködés és párbeszéd erősítése az ökológiai gazdálkodásban érintett köz- és magánszféra szereplői között[1]

## A kutatóintézet alapelvei
- hitelesség
- részvételi kutatás
- gyakorlat-központúság
- hatékony ismeretátadás[1]

## On-farm kutatási hálózat
Az ÖMKi On-farm kutatási hálózata Archiválva 2021. február 28-i dátummal a Wayback Machine-ben a hazai ökológiai gazdaságokban megvalósított innovatív kísérletek rendszere. Kialakítása 2012-ben kezdődött, és résztvevőinek számát azóta is folyamatosan bővítik. Ez az első olyan kutatási hálózat Magyarországon, amely a gazdák aktív részvételén alapul: az életszerű helyzetekben kivitelezett, egyszerű kísérletek témáit is a gazdákkal közösen alakítják ki.

### On-farm kutatás mérföldkövei

#### 1. Együttműködés
- A gazdákkal közösen kialakított célok
- Gyakorlatközpontú kutatás
- Egyszerű, életszerű kísérletek

Az on-farm kutatás már a kutatási területek és célok meghatározásakor figyelembe veszi a gazdák szempontjait.

#### 2. Kiértékelés
- Adatgyűjtés a gazdákkal
- Eredmények megosztása

Helyspecifikus kísérletekről összefoglaló dokumentáció készül, amely alapján a hálózat valamennyi résztvevője levonhatja a számára fontos tanulságokat.

#### 3. Ismeretmegosztás
- Kapcsolatteremtés a termékpálya szereplői között
- A résztvevők számára hozzáférhető eredmények
- Rendszeres találkozók, kapcsolatépítés, műhelyek

A kutatási helyszínt szolgáltató résztvevő a gazdaságára szabott eredményekkel, megoldási javaslatokkal gazdagodhat, a kutatási eredmények azonban absztrakt következtetések levonására, megosztására, szervezett kiértékelésére is alkalmasak.

#### 4. Szakmai tapasztalatcsere
- Tudásbázis fejlesztése
- Gazdák kompetenciáinak erősítése

A kutatási hálózat gyakorlati eredményei közvetlenül hozzájárulnak a magyarországi ökológiai ágazat fejlődéséhez.

### ÖMKi Élő Laboratórium
2020-ban On-farm Living Lab néven az ÖMKi tagságot nyert az Európai Élő Laboratóriumok Hálózatában (ENoLL), így 2012 óta működő országos on-farm hálózatuk hivatalos Living Lab elismerést kapott.
Élő laboratórium: az ÖMKi on-farm hálózata

## On-farm kutatási témák
- Ősgabona fajtatesztek és termékfejlesztés Archiválva 2021. március 2-i dátummal a Wayback Machine-ben
- Tájfajta paradicsom termesztés technológia fejlesztése Archiválva 2021. január 28-i dátummal a Wayback Machine-ben
- Vetésforgó bővítése szójával
- Búza fajtavizsgálatok precíziós megoldásokkal Archiválva 2021. március 2-i dátummal a Wayback Machine-ben
- Növényvédelmi monitoring Archiválva 2021. február 28-i dátummal a Wayback Machine-ben
- Állattenyésztés Archiválva 2021. január 26-i dátummal a Wayback Machine-ben
- Fajgazdag sorköz-gyepesítés Archiválva 2021. január 28-i dátummal a Wayback Machine-ben
- Talajművelési technológiák Archiválva 2021. február 26-i dátummal a Wayback Machine-ben
- Ökológiai tápanyag utánpótlás
- Burgonya termesztési kísérletek Archiválva 2021. február 28-i dátummal a Wayback Machine-ben
- Kenyérbúza fajtatesztek Archiválva 2021. március 2-i dátummal a Wayback Machine-ben

## Nemzetközi projektek
- Talajvédelem - Best4Soil Archiválva 2021. február 28-i dátummal a Wayback Machine-ben
- Növénydiverzifikáció - DiverIMPACTS Archiválva 2021. február 28-i dátummal a Wayback Machine-ben
- Növényi génmegőrzés - Farmer's Pride Archiválva 2021. január 28-i dátummal a Wayback Machine-ben
- Gyepgazdálkodás - Go-Grass
- Szaktanácsadói hálózat - i2connect
- Öko vetőmag - LIVESEED
- Öko feldolgozás - ProOrg Archiválva 2021. február 26-i dátummal a Wayback Machine-ben
- Rézkiváltás - RELACS Archiválva 2021. március 2-i dátummal a Wayback Machine-ben
- Növényi stresszkezelés - SolACE Archiválva 2021. január 28-i dátummal a Wayback Machine-ben
- Talajszenzor - Solarvibes Archiválva 2021. február 26-i dátummal a Wayback Machine-ben

Az ÖMKi Korábbi kutatásai Archiválva 2021. január 28-i dátummal a Wayback Machine-ben